# Pseudyrias lineata
Pseudyrias lineata är en fjärilsart som beskrevs av Druce 1893. Pseudyrias lineata ingår i släktet Pseudyrias och familjen nattflyn. Inga underarter finns listade.